# Mijagi Stadion
A Mijagi Stadion (japánul: 宮城スタジアム, Mijagi Szutadzsiamu) egy többfunkciós sportlétesítmény Mijagiban, Japánban. 2014 és 2020 között Hitomebore Stadion Mijagi (japánul: ひとめぼれスタジアム宮城, Hitomebore Szutadzsiamu Mijagi) volt a hivatalos megnevezése. Befogadóképessége: 49 133 fő.
A 2002-es labdarúgó-világbajnokságon két csoportmérkőzésnek és egy nyolcaddöntőnek adott otthont. A 2012-es U20-as női labdarúgó-világbajnokságon hat mérkőzést rendeztek itt. A stadion egyike volt a 2020. évi nyári olimpiai játékok labdarúgó helyszíneinek. Számos csoportmérkőzést játszottak itt.

## Események

### 2002-es labdarúgó-világbajnokság
| Dátum            | Pályaválasztó | Eredmény | Vendég      | Forduló      |
| ---------------- | ------------- | -------- | ----------- | ------------ |
| 2002. június 9.  | Mexikó        | 2 – 1    | Ecuador     | G csoport    |
| 2002. június 12. | Svédország    | 1 – 1    | Argentína   | F csoport    |
| 2002. június 18. | Japán         | 0 – 1    | Törökország | Nyolcaddöntő |

### 2012-es U20-as női labdarúgó-világbajnokság
| Dátum               | Pályaválasztó | Eredmény | Vendég           | Forduló   |
| ------------------- | ------------- | -------- | ---------------- | --------- |
| 2012. augusztus 19. | Új-Zéland     | 2 – 1    | Svájc            | A csoport |
| 2012. augusztus 19. | Japán         | 4 – 1    | Mexikó           | A csoport |
| 2012. augusztus 22. | Mexikó        | 2 – 0    | Svájc            | A csoport |
| 2012. augusztus 22. | Japán         | 2 – 2    | Új-Zéland        | A csoport |
| 2012. augusztus 27. | Németország   | 3 – 0    | Egyesült Államok | D csoport |
| 2012. augusztus 27. | Norvégia      | 4 – 1    | Argentína        | C csoport |

### 2020. évi nyári olimpiai játékok

#### Női labdarúgótorna
| Dátum            | Pályaválasztó | Eredmény | Vendég     | Forduló   |
| ---------------- | ------------- | -------- | ---------- | --------- |
| 2021. július 21. | Kína          | 0 – 5    | Brazília   | F csoport |
| 2021. július 21. | Zambia        | 3 – 10   | Hollandia  | F csoport |
| 2021. július 24. | Kína          | 4 – 4    | Zambia     | F csoport |
| 2021. július 24. | Hollandia     | 3 – 3    | Brazília   | F csoport |
| 2021. július 27. | Új-Zéland     | 0 – 2    | Svédország | G csoport |
| 2021. július 27. | Chile         | 0 – 1    | Japán      | E csoport |

#### Férfi labdarúgótorna
| Dátum            | Pályaválasztó | Eredmény   | Vendég           | Forduló     |
| ---------------- | ------------- | ---------- | ---------------- | ----------- |
| 2021. július 28. | Németország   | 1 – 1      | Elefántcsontpart | D csoport   |
| 2021. július 28. | Ausztrália    | 0 – 2      | Egyiptom         | C csoport   |
| 2021. július 31. | Spanyolország | 5 – 2 (h.) | Elefántcsontpart | Negyeddöntő |

* h. – hosszabbításban
*b.u. – büntetők után